# Syjonizm

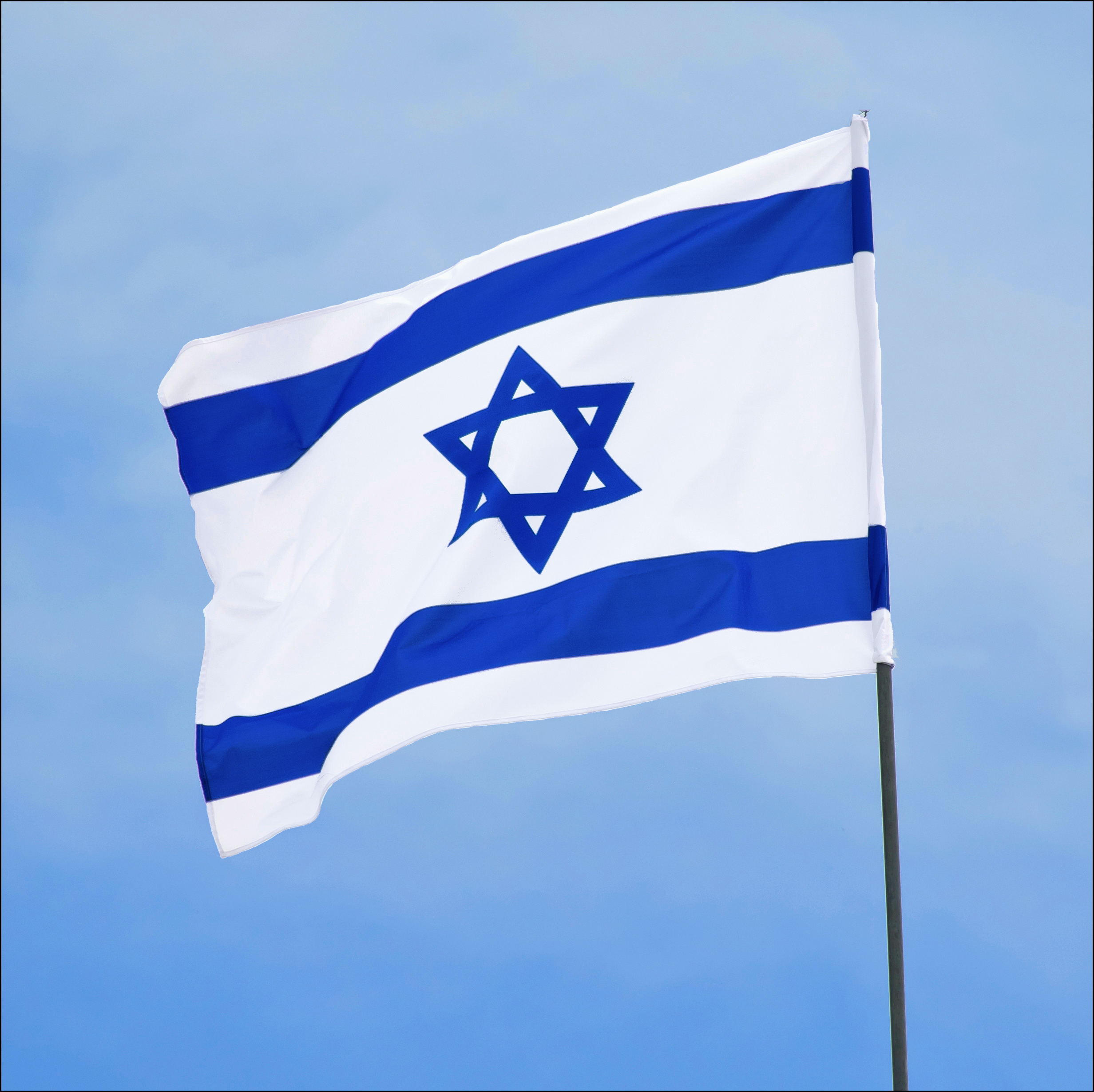
Flaga ruchu syjonistycznego przyjęta w 1891 roku, od 1948 roku flaga państwa Izrael

Syjonizm (od nazwy wzgórza Syjon w Jerozolimie, na którym stała Świątynia Jerozolimska) – ruch polityczny i społeczny, dążący do odtworzenia żydowskiej siedziby narodowej na terenach starożytnego Izraela, będących w okresie międzywojennym mandatem Wielkiej Brytanii (Brytyjski Mandat Palestyny). Syjonizm doprowadził do powstania państwa Izrael w 1948. Współcześnie jego celem jest także utrzymanie jedności narodu żydowskiego żyjącego w rozproszeniu i jego więzi z Izraelem. Ruch zapoczątkowany pod koniec XIX wieku miał wiele nurtów i postaci, powszechnie utożsamiany z syjonizmem politycznym, interpretowanym w różny sposób: jako patriotyzm żydowski, jako ruch narodowowyzwoleńczy i państwowotwórczy, jako kierunek kulturalny i społeczny, oraz jako ruch religijny. Poza syjonizmem politycznym mówiono o syjonizmie duchowym, którego celem była nowa tożsamość żydowska (Achad ha-Am), odrodzenie języka hebrajskiego (Eliezer ben-Yehuda) i powstanie literatury i kultury w tym języku.
Syjonizm od początku był przedmiotem krytyki zarówno ze strony niektórych ruchów żydowskich, jak i nieżydowskich. Zasadniczy konflikt, nierozstrzygnięty do dziś, trwa między syjonizmem a palestyńskim ruchem narodowym, nacjonalizmem arabskim oraz fundamentalizmem islamskim.

## Termin
Termin „syjonizm” pochodzi od słowa „Syjon” (hebr. ציון), będącego jednym z określeń na Jerozolimę i Ziemię Izraela, wspomnianym w Biblii. Został on utworzony na opisanie żydowskiego nacjonalizmu przez austriacko-żydowskiego dziennikarza Nathana Birnbauma. Założył on pierwsze stowarzyszenie studentów-Żydów Kadima. Słowo „syjonizm” zostało użyte po raz pierwszy przez Birnbauma w jednym z pierwszych numerów wydawanego przez niego w języku niemieckim czasopisma „Selbstemanzipation” w 1890. Sam Birnbaum później odwrócił się od syjonizmu, przez pewien czas był zwolennikiem autonomizmu, aż w końcu został sekretarzem generalnym antysyjonistycznego religijnego ruchu Agudat Israel.
Od czasu utworzenia państwa Izrael termin „syjonizm” używany jest na określenie przede wszystkim wsparcia dla niego jako żydowskiego państwa narodowego. Jednakże istnieje cały szereg ideologii, czasem ze sobą sprzecznych, które popierają istnienie Izraela, ale różnią się fundamentalnymi założeniami. Mowa tutaj m.in. o syjonizmie religijnym, rewizjonistycznym i socjalistycznym (nazywanym także syjonizmem pracy).
Czasem termin „syjonizm” używany jest w znaczeniu pejoratywnym. Zgodnie z twierdzeniem historyków takich jak Walter Laqueur, Howard Sachar i Jack Fischel, w pewnych przypadkach określenie „syjonista” stosowane jest przez antysemitów, chcących zaatakować wszystkich Żydów.
Syjonizm należy odróżniać od terytorializmu, który był nacjonalistycznym ruchem wzywającym do utworzenia żydowskiej siedziby narodowej, jednak niekoniecznie w Palestynie. Na początku XX wieku pojawiało się wiele propozycji odnośnie do osiedlania Żydów poza Europą, jednak większość z nich stosunkowo szybko została odrzucona. W wyniku tego wykrystalizowała się jasna wizja dążeń syjonistycznych.

## Historia
Od I wieku n.e. większość Żydów mieszkała poza Palestyną. Tylko niewielka ich liczba stale przebywała na jej terenie. Zgodnie z doktryną judaizmu, Żydzi powrócą do Eretz Israel wraz z przyjściem mesjasza. Pomimo tego twierdzenia w XIX wieku pojawił się ruch religijny postulujący wcześniejszy powrót do Ziemi Izraela. Uzyskał on znaczące poparcie. Nawet przed 1882 (gdy wydana została książka Autoemancipation Leo Pinskera), uważanym za datę pojawienia się syjonizmu praktycznego (politycznego), Żydzi imigrowali do Palestyny. Nie były to procesy masowe, ale dochodziło do tzw. presyjonistycznych alii.
Świecka idea powrotu Żydów na tereny ówczesnej Palestyny oraz utworzenia niepodległego państwa żydowskiego pojawiła się pod koniec XIX w. w środowiskach europejskich i rosyjskich Żydów.
Jednym z pierwszych syjonistów w Niemczech był Heinrich Loewe (ur. 1869). Studiując w Uniwersytecie Berlińskim oraz w Hochschule für die Wissenschaft des Judentums (Wyższej Szkole Nauk Judaistycznych) założył grupę syjonistyczną znaną jako Rosyjskie Żydowskie Towarzystwo Naukowe. Jej współzałożycielami byli Żydzi spoza Niemiec, Szmaria Lewin, Josef Lurie, Nahman Syrkin i Leon Mockin. Loewe, jako jedyny z tej grupy, urodził się w Niemczech. W 1892 r. Loewe założył Jung Israel, pierwszą grupę syjonistyczną w Niemczech. Był także jednym z założycieli Vereinigung Juedischer Studierender – organizacji, która w 1914 r. dała początek zrzeszeniu skupiającemu różne studenckie organizacje syjonistyczne w Niemczech o nazwie Kartell Juedischer Verbindungen. W latach 1893–1894 redagował w Berlinie Juedische Volkszeitung, a przez kolejne dwa lata miesięcznik Syjon (od 1895 do 1896 r.).
Na czele ruchu stanął dziennikarz Theodor Herzl. Początkowo głównym dyskutowanym postulatem było utworzenie prawnie zabezpieczonej siedziby dla ludu żydowskiego w dowolnym miejscu (rozważano projekt utworzenia takiego państwa na terytorium dzisiejszej Ugandy). Związane to było z kryzysem w zabiegach dyplomatycznych syjonistów, dążących do wywarcia wpływu na Imperium Osmańskie, w granicach którego znajdowała się Palestyna. Potem jednak za bardziej realistyczny uznano projekt kolonizacji Palestyny – ziemi związanej historycznie i religijnie z narodem żydowskim. Herzl przedstawił w 1896 w pracy pt. Judenstaat (Państwo żydowskie) wizję przekształcenia Żydów – prześladowanej wspólnoty etniczno-religijnej – w świecki naród, którego państwo będzie podobne do innych państw europejskich. Syjonizm był przede wszystkim odpowiedzią na narastające nastroje antysemickie w okresie rozkwitu ruchów nacjonalistycznych w Europie i niepowodzenia asymilacji. Idea powrotu do Syjonu miała też źródła religijne – jak już wspomniano, według judaizmu mesjasz doprowadzi do powrotu Żydów z wygnania (galut) do ich starożytnej ojczyzny.
W sierpniu 1897 na I Światowym Kongresie Syjonistycznym w Bazylei (Szwajcaria) powstała Światowa Organizacja Syjonistyczna. Ruch wysunął hasło: Ziemia bez ludu, dla ludu bez ziemi. Oprócz zabiegów o autonomię dla ludności żydowskiej w ramach Imperium Osmańskiego, syjoniści propagowali osadnictwo rolne, przemysł oraz nową kulturę hebrajską. Symbolem przynależności do organizacji było płacenie corocznej składki, tzw. szekla. Syjoniści stworzyli własny bank oraz Żydowski Fundusz Narodowy (Keren Kajemet le-Israel).
Ruch syjonistyczny od początku był podzielony ze względu na założenia ideologiczne i wizję przyszłego państwa oraz na zakres projektu. Tzw. syjoniści-maksymaliści wzywali do kolonizacji całości ziem opisanych w Biblii jako kraj Izraela, podczas gdy tzw. minimaliści byli zwolennikami ograniczonego terytorialnie państwa. Początkowo nie brano pod uwagę dążeń narodowych ludności arabskiej, która dominowała liczebnie na terytorium Palestyny.
| rok  | Żydzi    | Arabowie |
| ---- | -------- | -------- |
| 1800 | 6,7 tys. | 268 tys. |
| 1880 | 24 tys.  | 525 tys. |
| 1915 | 87 tys.  | 590 tys. |
| 1931 | 174 tys. | 837 tys. |
| 1947 | 630 tys. | 1,31 mln |

Dodatkowym impulsem, który doprowadził w ogóle do stworzenia koncepcji syjonistycznej, były narastające odczucia antysemickie w całej Europie, których apogeum były zbrodnie hitlerowskie na Żydach (Holocaust). Należy przy tym wspomnieć o sprzeciwie niektórych ultraortodoksyjnych środowisk żydowskich wobec koncepcji utworzenia państwa żydowskiego w Palestynie. Twierdzili oni, że dopiero Mesjasz wprowadzi Żydów z powrotem do Ziemi Obiecanej i grzechem przeciw Bogu są jakiekolwiek próby przyspieszenia tego zdarzenia.
Ważnym wydarzeniem dla ruchu syjonistycznego była tzw. deklaracja Balfoura z listopada 1917, w której minister spraw zagranicznych Wielkiej Brytanii Arthur Balfour stwierdzał o przychylności władz brytyjskich wobec koncepcji żydowskiej siedziby narodowej w Palestynie. Na dokument ten powoływali się później Żydzi przy tworzeniu państwa Izrael. Natomiast Arabowie zwracali uwagę na wieloznaczność użytego przez Brytyjczyków terminu „siedziby narodowej” (national home). Deklaracja ministra Balfoura miała głównie na celu pozyskanie poparcia społeczności żydowskiej w czasie działań I wojny światowej.
Od końca XIX wieku do Palestyny zaczęły napływać fale imigrantów żydowskich, finansowane głównie przez organizacje syjonistyczne, choć także osoby prywatne (m.in. rodzinę Rothschildów). Podczas gdy w 1922 r. Żydzi stanowili niewiele ponad 1/10 ludności Palestyny, to w przeddzień utworzenia państwa Izrael stanowili już niemal 1/3 populacji.
Palestyńscy Arabowie opierali się syjonistycznej imigracji. Wyrazem tego były zamieszki, które wybuchały w 1920, 1921 i 1929. Czasem kończyły się one pogromami Żydów. Początkowo Wielka Brytania wspierała żydowską imigrację, ale reagując na nastroje w Palestynie, wprowadziła jej ograniczenia.
W 1933 r. Adolf Hitler został kanclerzem Niemiec, a w 1935 weszły w życie ustawy norymberskie, na mocy których niemieccy Żydzi (później także austriaccy i czescy) stali się bezpaństwowymi uchodźcami. Podobne akty prawne były wprowadzane także przez europejskich sojuszników Niemiec. Będąca tego skutkiem wzrastająca imigracja do Palestyny doprowadziła do arabskiej rewolty, która trwała w latach 1936–1939. Brytyjczycy powołali tzw. komisję Peela, która miała zbadać sytuację w Palestynie. Nie zajmowała się ona sytuacją europejskich Żydów, ale wezwała do utworzenia dwóch państw: żydowskiego i arabskiego, a także do transferu ludności. Rozwiązanie to nie zostało przyjęte przez rząd brytyjski – zamiast tego tzw. biała księga z 1939 zawierała propozycje zakończenia żydowskiej imigracji do 1944 (do tego czasu jedynie 75 tys. Żydów miało otrzymać pozwolenie na wjazd do Palestyny).
Po II wojnie światowej i doświadczeniach Holocaustu poparcie dla syjonizmu wzrosło, zwłaszcza pośród samych Żydów. Brytyjczycy stacjonujący w Palestynie byli atakowani przez syjonistyczne grupy, które usiłowały dzięki temu wymusić na nich zniesienie zakazu imigracji. Jednym z najgłośniejszych ataków było wysadzenie hotelu King David w 1946 przez grupę syjonistów-rewizjonistów. Nie potrafiąc rozwiązać konfliktu, Brytyjczycy zwrócili się o pomoc do nowo utworzonej ONZ.
W 1947 r. Specjalny Komitet ONZ ds. Palestyny (UNSCOP) zalecił podział Palestyny na państwo żydowskie, państwo arabskie oraz terytorium (Corpus separatum) kontrolowane przez ONZ, rozciągające się wokół Jerozolimy. Plan podziału został przyjęty przez Zgromadzenie Ogólne ONZ 29 listopada 1947, na mocy rezolucji 181 (za głosowały 33 państwa, przeciw – 13, wstrzymało się od głosu – 10). Głosowanie było bardzo dramatycznym wydarzeniem, wielu Żydów mieszkających w Palestynie świętowało przyjęcie dokumentu na ulicach miast.
Państwa arabskie odrzuciły rezolucję ONZ, domagając się jednego państwa w Palestynie z arabską większością. Poziom agresji pomiędzy Żydami a Arabami narastał. 14 maja 1948, w dniu zakończenia brytyjskiego panowania nad Palestyną, Agencja Żydowska, kierowana przez Bena Guriona, ogłosiła deklarację niepodległości Izraela. Tego samego dnia armie czterech państw arabskich wkroczyły do Palestyny.
W ciągu następnych ośmiu miesięcy wojska izraelskie wyparły siły arabskie z terenów przyznanych przez ONZ Żydom, a ponadto zajęły także dużą część terytoriów arabskich, powiększając stan swego posiadania do 78% dawnego brytyjskiego mandatu Palestyny. Konflikt doprowadził do exodusu ok. 711 tys. palestyńskich Arabów. Wojna zakończyła się zawieszeniem broni w 1949, poszczególne terytoria opanowane przez wrogie wojska oddzielała tzw. Zielona Linia.
Powołanie państwa Izrael w 1948 r. i zwycięstwo Żydów w I wojnie izraelsko-arabskiej (1948–1949) przewartościowały znaczenie słowa „syjonizm”. Od tego czasu zaczęło ono określać poparcie dla nowo powstałego państwa, jak również dla dalszego osiedlania się w nim Żydów pochodzących z krajów całego świata.
Po wojnie Arabowie odmawiali Izraelowi prawa do istnienia, domagając się powrotu do stanu z 1947. Podtrzymywali te żądania do 1967, kiedy to reszta zachodniej Palestyny została podbita przez Izrael w czasie wojny sześciodniowej, po zakończeniu której państwa arabskie domagały się wycofania państwa żydowskiego do terenów ograniczonych dawniej przez Zieloną Linię. Granice z Egiptem i Jordanią zostały jednak ustalone na mocy traktatów pokojowych z 1979 i 1994.
Na Zgromadzeniu Ogólnym ONZ w 1975 r., głównie dzięki staraniom Związku Radzieckiego i państw arabskich, uchwalono rezolucję 3379 potępiającą syjonizm jako formę rasizmu, co wywołało stanowczy sprzeciw USA. Dokument ten został odwołany 16 grudnia 1991 (Rezolucja 4686).
Po utworzeniu Izraela Światowa Organizacja Syjonistyczna nie zakończyła swojej działalności, poświęcając się pomocy i zachęcaniu Żydów do imigracji do Izraela, jak również zapewnianiu politycznego poparcia dla tego państwa.

### Syjonizm na ziemiach polskich

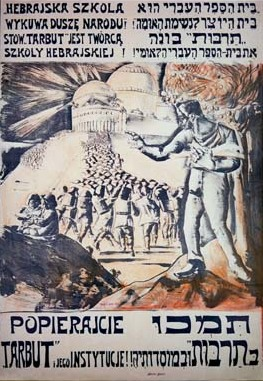
Plakat syjonistycznej szkoły Tarbut z lat 30. XX wieku

Pierwsze organizacje na ziemiach polskich zaczęły się pojawiać w latach 80. XIX wieku. W 1881 w Suwałkach zostało założone Jesod ha-Maala. Było to towarzystwo popierania kolonizacji żydowskiej w Palestynie. W 1882 w Warszawie powstała natomiast pierwsza komórka ruchu Chowewej Syjon. Kolejne zostały utworzone w Białymstoku i Wilnie. W 1884 w Katowicach odbyła się I konferencja ruchu, w której udział wzięli także wysłannicy komórek ruchu z Niemiec i Rosji. Kolejne konferencje miały miejsce w Druskienikach (1887) i w Wilnie (1889). Przed II Światowym Kongresem Syjonistycznym w 1898 r. w Warszawie odbyła się narada delegatów syjonistycznych z Rosji na ten zjazd.
Na terenie zaboru rosyjskiego działalność ruchu syjonistycznego była początkowo tolerowana, ale w 1902 r. została ona zdelegalizowana. Na zjeździe ogólnorosyjskiej organizacji syjonistycznej w Helsinkach powołano autonomiczne biuro dla ruchu na terenie Królestwa Polskiego.
Na terenie zaboru austriackiego pierwsze organizacje syjonistyczne również pojawiały się w latach 80. XIX wieku. W 1882 we Lwowie miał miejsce pierwszy tzw. wieczorek syjonistyczny. W 1887 r. Herman Diamand założył Stowarzyszenie „Syjon”. Kolejnym krokiem było tworzenie bibliotek, organizowanie odczytów i uroczystości.
Podczas I wojny światowej i zaraz po niej, wpływy syjonizmu na ziemiach polskich znacznie wzrosły. Partie skupiające zwolenników tego ruchu wchodziły w skład polskiego parlamentu. W Sejmie II kadencji syjoniści obsadzili 32 spośród 47 mandatów, jakie otrzymali reprezentanci partii żydowskich. Ruch ten początkowo nie był jednak jednolity, ponieważ pojawiały się podziały wewnętrzne – w skład luźnej struktury wchodziły cztery federacje w Warszawie, Krakowie, Lwowie i Wilnie. W późniejszym czasie doszło jednak do zbliżenia wszystkich organizacji (m.in. ośrodek wileński podporządkowano warszawskiemu). Największe wpływy w tym czasie mieli syjoniści ogólni (liberalni). Na ziemiach dawnego zaboru rosyjskiego szczególnie popularna była frakcja Al ha-Miszmar, a w Galicji – Et Liwnot. Pewne wpływy miały także organizacje: syjonistów religijnych Mizrachi i socjalistycznych – Hitachdut, Poalej Syjon – Lewica i Poalej Syjon – Prawica. Funkcjonowały także, mające spore znaczenie, organizacje młodzieżowe, takie jak Ha-Szomer Ha-Cair, Dror, Borochow Jugent, Gordonia, Bene Akiwa, He-Haluc. Czołowi działacze syjonistyczni działający w tym czasie w Polsce to Nahum Sokołow, Izaak Grünbaum, Apolinary Hartglas, Michael Berkowitz, Ozjasz Thon, Ignacy Schiper i Emil Sommerstein. Główne gazety syjonistyczne z tamtych czasów to Ha-Cefira, Hajnt, Der Moment i Nasz Przegląd.
W 1926 r. władze państwa polskiego wyraziły poparcie dla ruchu syjonistycznego. Stanowisko to nie zmieniło się w następnych latach, związane to było z nadzieją rozwiązania problemu żydowskiego przez masową emigrację Żydów z Polski. Podczas II wojny światowej wielu zwolenników ruchu syjonistycznego brało udział w działalności organizacji konspiracyjnych, a później w zbrojnym ruchu oporu i walkach w ramach oddziałów partyzanckich.
Po wojnie większość organizacji reaktywowała swą działalność, angażując się w organizację nielegalnej emigracji (hebr. bricha). Od 1947 w Polsce szkolono żydowskich bojowców – m.in. w obozie szkoleniowym Hagany w Bolkowie na Dolnym Śląsku. W 1949 zabroniono jednak działalności syjonistycznej w Polsce. W tym czasie jednak większość zwolenników tej ideologii wyemigrowała do Izraela. Nie przeszkodziło to władzom w wykorzystaniu rzekomego syjonizmu jako pretekstu podczas antysemickich czystek w marcu 1968.

## Nurty syjonizmu

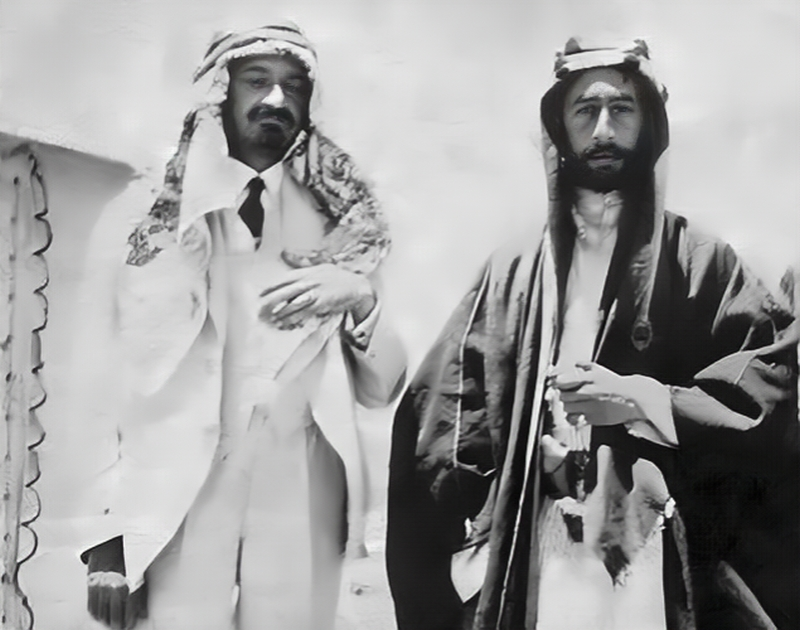
Chaim Weizman i król Fajsal I w 1918

### Syjonizm ogólny (liberalny)
Syjonizm ogólny (lub liberalny) był dominującym nurtem w ruchu w okresie od I Kongresu Syjonistycznego w 1897 do I wojny światowej. Później wykształcił się zdecydowany podział pomiędzy syjonizmem socjalistycznym (na lewym skrzydle) a syjonizmem rewizjonistycznym (na prawym skrzydle ruchu). Syjonizm ogólny identyfikował się z liberalną europejską żydowską klasą średnią, z której pochodzili np. Theodor Herzl i Chaim Weizman. Wierzyli oni, że do powstania państwa żydowskiego można doprowadzić poprzez lobbowanie pośród najsilniejszych państw europejskich i wpływowych kręgów społecznych. Początkiem osłabiania pozycji syjonizmu ogólnego był 1922 rok, kiedy to ogólni syjoniści musieli określić się jako osobna frakcja. Przedtem, kiedy dominowali w ruchu, nie musieli organizować żadnej formalnej struktury.

### Syjonizm socjalistyczny (pracy)

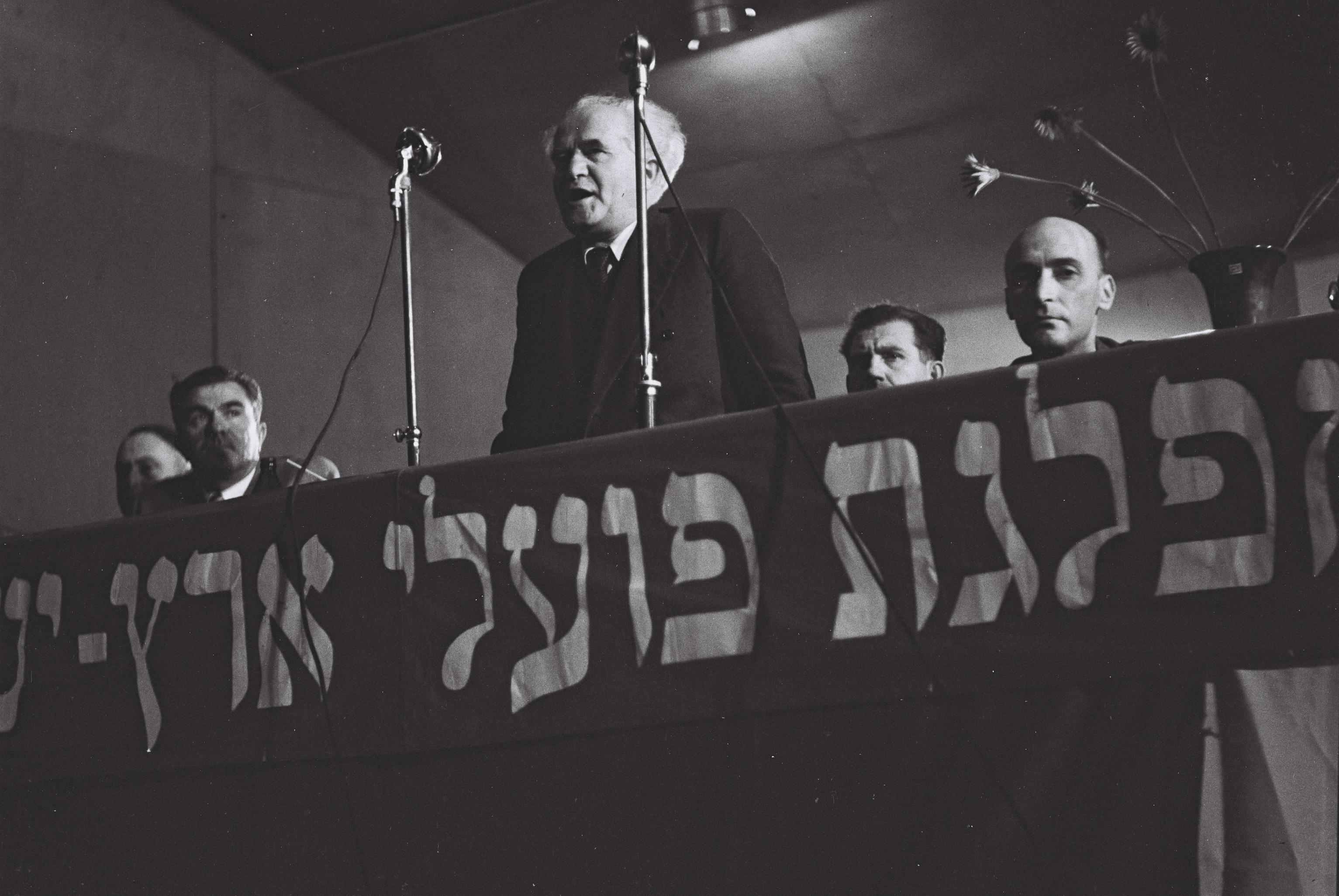
Dawid Ben Gurion przemawiający na zjeździe partii Mapai w 1949

Na początku XX wieku głównym nurtem ideologicznym rywalizującym z syjonizmem pośród młodych Żydów z Europy Wschodniej był socjalizm. Wielu Żydów zrezygnowało wówczas z judaizmu na rzecz komunizmu lub popierało Bund, żydowski ruch socjalistyczny postulujący wprowadzenie autonomii dla Żydów z Europy Wschodniej, propagujący także jidysz jako język żydowski.
W opozycji do tej ideologii wykształcił się nowy ruch syjonistyczny, oparty na podstawach socjalistycznych. Stwierdzał on, że wieki prześladowań antysemickich sprawiły, iż społeczności żydowskie są słabe i podatne na ataki, co powoduje dodatkowe pogłębianie się nienawiści do Żydów. Z tego powodu powinni oni stać się rolnikami, robotnikami i żołnierzami żyjącymi we własnym kraju. Ci syjoniści socjalistyczni odrzucali religię, którą uznawali za współwinną wytworzenia „mentalności diaspory”. Tworzyli więc wiejskie wspólnoty rolnicze nazywane kibucami (kibbutzim). Głównymi teoretykami syjonizmu socjalistycznego (nazywanego także syjonizmem pracy) byli Moses Hess, Nahum Syrkin, Dow Ber Borochow i Aharon Dawid Gordon, głównymi postaciami w ruchu politycznym byli m.in. Dawid Ben Gurion i Berl Katznelson. Większość syjonistów socjalistycznych odrzucała także jidysz jako język wygnania, propagując język hebrajski. Wyjątkiem był tutaj Borochow, zajmujący się jidysz, który pisał na temat dużego znaczenia tego języka.
Syjonizm socjalistyczny był dominującym nurtem w politycznym i gospodarczym życiu jiszuwu (palestyńskiej społeczności żydowskiej) w okresie Brytyjskiego Mandatu Palestyny, głównie z powodu roli jaką odegrali jego przedstawiciele podczas tworzenia Histadrutu. Podobnie było już w państwie Izrael – Partia Pracy dominowała w izraelskim systemie partyjnym do 1977, kiedy to zwycięstwo w wyborach odniósł Likud.

### Syjonizm religijny
W latach 20. i 30. XX wieku wykrystalizowała się koncepcja religijnego syjonizmu, którego liderem był rabin Awraham Kuk (pierwszy naczelny rabin Palestyny), a później jego syn Cewi Jehuda. Awraham Kuk doceniał wartości świeckiego syjonizmu, który jednak jego zdaniem był tylko narzędziem w Boskim planie powrotu Żydów do erec Israel, mającym zwiastować nadejście ery mesjańskiej. Syjonizm religijny zajmował do 1967 r. kompromisowe i raczej umiarkowane stanowisko; jego partia (Mafdal) często wchodziła w skład koalicji rządowych. Wojna sześciodniowa, zajęcie przez wojska izraelskie Wzgórza Świątynnego i innych świętych miejsc judaizmu zapoczątkowały rosnącą radykalizację ruchu. Wśród wyznawców tego nurtu jest wielu zwolenników kolonizacji (często nielegalnej) Zachodniego Brzegu Jordanu i przeciwników porozumień z Palestyńczykami (Kach, Gusz Emunim). Ekstremistyczne skrzydło ruchu jest m.in. odpowiedzialne za zabójstwo premiera Icchaka Rabina.

### Syjonizm rewizjonistyczny

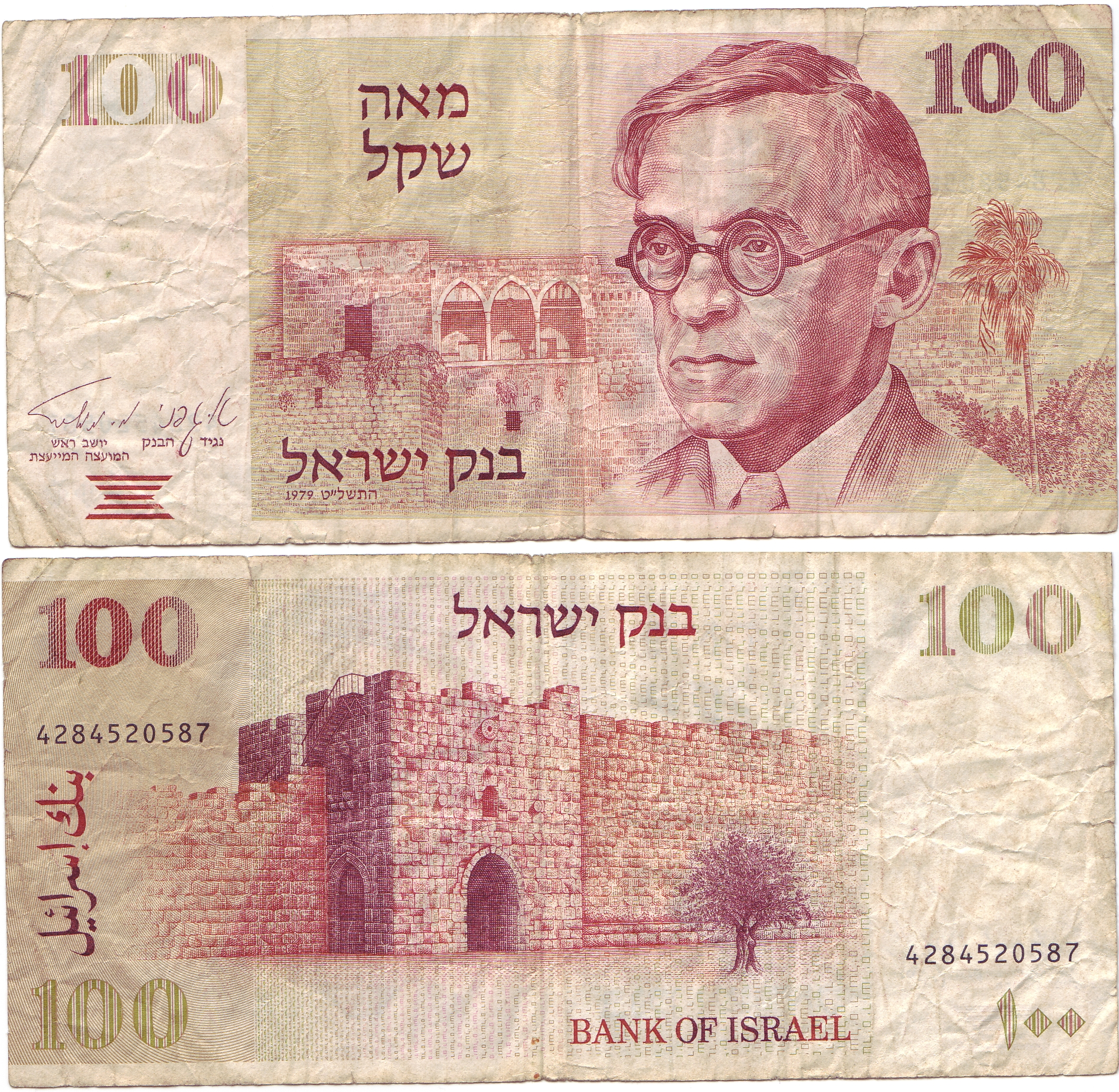
Podobizna Ze’ewa Żabotyńskiego na izraelskim banknocie

Syjoniści-rewizjoniści byli grupą pod przywództwem Ze’ewa Żabotyńskiego, który opowiadał się za wywieraniem nacisku na Wielką Brytanię, aby zezwoliła ona na masową emigrację Żydów do Palestyny i utworzenie tam żydowskiej armii. Zgodnie z planami, oddziały te miały zmusić miejscową arabską populację do zaakceptowania napływu żydowskiej ludności i pogłębiać brytyjskie wpływy w regionie. Syjonizm rewizjonistyczny znajdował się w opozycji względem syjonizmu pracy. Socjaliści postrzegali go jako nurt wzorowany na faszyzmie. Był także szczególnie znienawidzony przez palestyńską ludność arabską. Po powstaniu arabskim w 1929 w Palestynie władze brytyjskie zabroniły Żabotyńskiemu wjazdu na teren mandatu.
Rewizjonizm był stosunkowo popularny w Polsce, ale nie posiadał silnego poparcia w samej Palestynie. W 1935 rewizjoniści opuścili Światową Organizację Syjonistyczną (ŚOS) i utworzyli alternatywną Nową Organizację Syjonistyczną (NOS). Weszła ona ponownie w skład ŚOS w 1946.

## Antysyjonizm i postsyjonizm

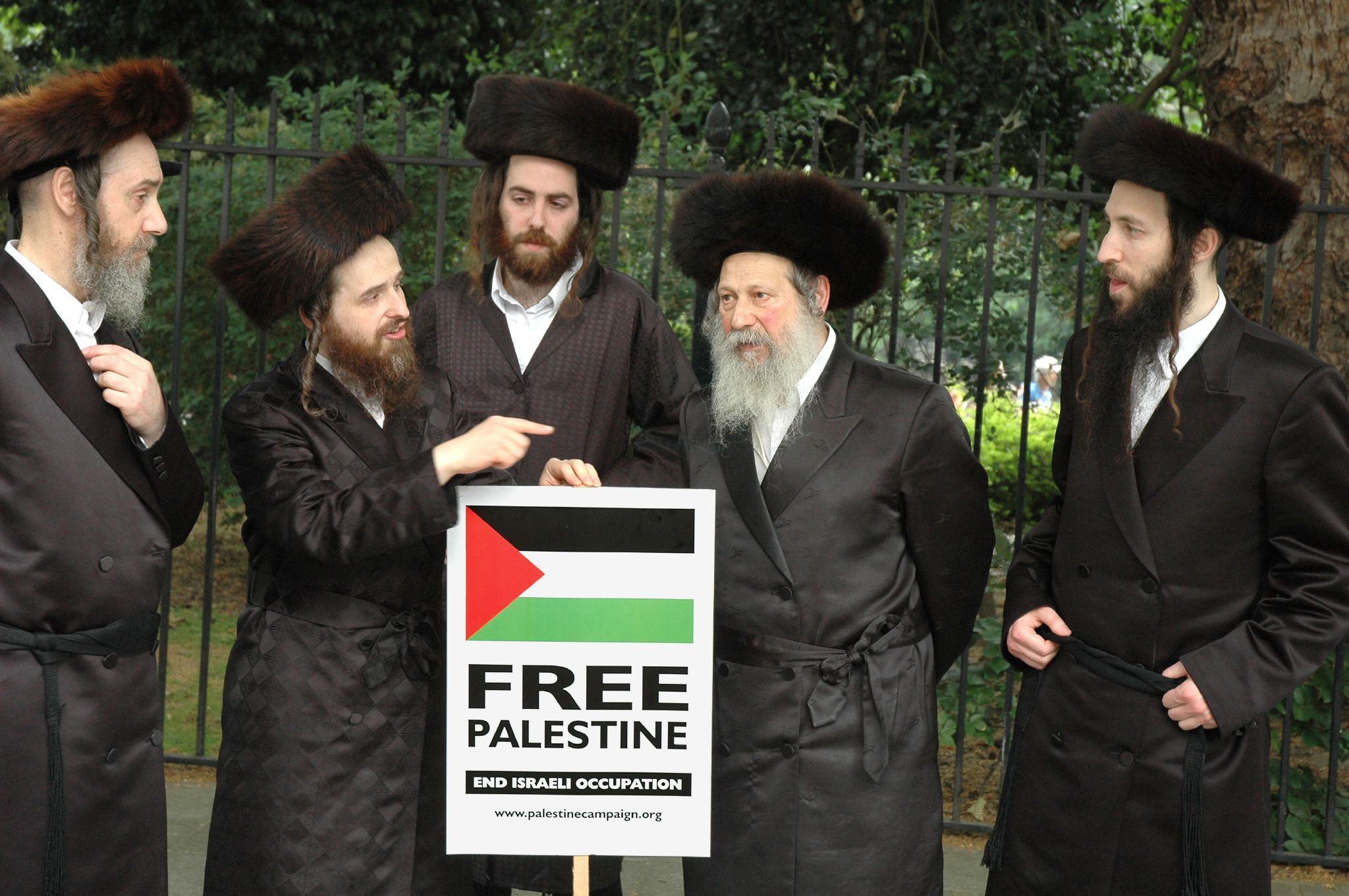
Ortodoksyjni Żydzi z ruchu Neturei Karta protestujący przeciwko istnieniu państwa Izrael

Syjonizm jest często krytykowany. Jego przeciwnicy wywodzą się z różnych środowisk – są zarówno palestyńscy, jak i żydowscy antysyjoniści. Najbardziej rozpowszechnione jest stanowisko opozycyjne wobec tej ideologii pośród Palestyńczyków i innych Arabów, wielu z nich postrzega Izrael jako podmiot okupujący terytorium, które nazywają arabską ziemią Palestyny. Środowiska te przeciwstawiały się utworzeniu Izraela w 1948 i krytykują ruch syjonistyczny także po powstaniu tego państwa. Sprzeciw wobec tej ideologii zasadza się także na kwestiach demograficznych – zwraca uwagę na los ok. 711 tys. arabskich uchodźców, jak również brutalność izraelskiej okupacji, będącej wynikiem realizacji syjonistycznej koncepcji żydowskiego państwa. Krytycy syjonizmu, tacy jak Joseph Massad podkreślają, że jest on formą rasizmu, zwłaszcza jeśli brać pod uwagę działania władz Izraela, takie jak realizacja tzw. prawa do powrotu (umożliwiającego każdemu Żydowi przyjazd do Izraela i osiedlenie się tam).
Podczas gdy większość społeczności żydowskich jest nastawiona prosyjonistycznie, niektóre niewielkie grupy liberalne bądź ortodoksyjne (takie jak np. Neturei Karta) sprzeciwiają się syjonizmowi. Inne niesyjonistyczne ruchy, takie jak np. kanaanici pod przywództwem poety Jonatana Ratosza, postulowały w latach 30. i 40. XX wieku, aby „izraelskość” była nową, panetniczną narodowością. Na podobnych założeniach opiera się nowoczesny ruch znany jako postsyjonizm, który postuluje zarzucenie koncepcji „państwa żydowskiego” i zastąpienie jej ideą państwa wszystkich jego obywateli. Inne propozycje postsyjonistyczne mówią o utworzeniu państwa dwóch narodowości, gdzie Żydzi i Arabowie żyliby obok siebie, ciesząc się identyczną autonomią, podobnie jak jest w Belgii z Walonami i Flamandami.
Broniąc się przed krytyką, syjoniści odrzucają zarzuty, iż ich ideologia jest rasistowska, wskazując, że nie różni się pod tym względem od innych ruchów narodowowyzwoleńczych. Jednocześnie często stwierdzają, że krytyka syjonizmu ma w wielu przypadkach podłoże antysemickie.

## Syjonizm nieżydowski

### Marcus Garvey i „czarny syjonizm”
Zakończone powodzeniem dążenie syjonistów do uzyskania brytyjskiego poparcia dla utworzenia żydowskiej siedziby narodowej w Palestynie zainspirowało afroamerykańskiego nacjonalistę Marcusa Garveya, który stworzył ruch domagający się powrotu czarnoskórych Amerykanów do Afryki. Garvey założył firmę Black Star Line, która zajmowała się przewożeniem statkami Afroamerykanów do Afryki, jednak z różnych powodów przedsięwzięcie to skończyło się niepowodzeniem. Idee Garveya zainspirowały ruch rastafariański na Jamajce, Czarnych Żydów i Czarnych Hebrajczyków, którzy przenieśli się do Liberii przed osiedleniem się w Izraelu.

### Syjonizm chrześcijański
Od najwcześniejszych lat istnienia ruchu syjonistycznego brała w nim udział pokaźna liczba chrześcijan. Syjonizm chrześcijański umocnił się znacznie po wojnie sześciodniowej, a wielu dyspensacjonalistycznych chrześcijan z USA zdecydowanie popiera syjonizm. Przez cały XIX i wczesne lata XX wieku powrót Żydów do Ziemi Świętej był popierany przez takie osobistości jak Lord Shaftesbury [Donald M. Lewis, „Lord Shaftesbury and the origins of Christian Zionism”, 2010], królowa brytyjska Wiktoria, Edward VII, drugi prezydent USA John Adams, czechosłowacki prezydent Tomáš Masaryk, południowoafrykański generał Jan Smuts, brytyjscy premierzy Lloyd George i Arthur Balfour, prezydent USA Woodrow Wilson, włoski filozof i historyk Benedetto Croce, założyciel Czerwonego Krzyża Henry Dunant oraz norweski naukowiec i humanista Fridtjof Nansen.

### Muzułmanie popierający syjonizm
Niewielka liczba muzułmanów publicznie popiera idee syjonistyczne. Najbardziej znanym z nich jest szejk Abdul Hadi Palazzi, lider Włoskiego Zgromadzenia Muzułmańskiego i współzałożyciel Towarzystwa Islamsko-Izraelskiego. W 2005 Palazzi powiedział w wywiadzie udzielonym FrontPage Magazine:
W Koranie znajduję [informację], że Bóg dał Ziemię Izraela dzieciom Izraela i rozkazał im osiedlić się w niej, a przed Qiymah (Ostatnim Dniem) sprowadzi On dzieci Izraela aby ponownie przejęli Ziemię Izraela, zbierając je spośród różnych krajów i narodów. Konsekwentnie, jako muzułmanin, który słucha nakazów Koranu, wierzę, że sprzeciwianie się istnieniu państwa Izrael oznacza sprzeciw wobec nieuniknionego przeznaczenia.
Khaleel Mohammed twierdzi, że pomimo tego, czego muzułmanie są uczeni, święta księga islamu, Koran, popiera prawo Izraela do istnienia, a Żydów do zamieszkiwania na jego terenie. Innymi muzułmańskimi postaciami publicznymi popierającymi syjonizm są: bengalski publicysta, Salah Choudhury, i pakistański publicysta, Tashbih Sayyed. Ten drugi określa sam siebie jako muzułmańskiego syjonistę.